# Земенков, Борис Сергеевич
Борис Сергеевич Земенков (1902, Москва — 1963, Абрамцево, Московская область) — русский советский художник, поэт, москвовед.

## Биография
Сын служащего Московской государственной сберегательной кассы. В 1918 поступил на графическое отделение Училища живописи, ваяния и зодчества (с 1920 — ВХУТЕМАС), одновременно посещал студию стиховедения и слушал лекции В. Я. Брюсова, Андрея Белого, В. И. Иванова, увлекался левыми течениями в поэзии и живописи.
С 1919 — участник гражданской войны, в рядах Красной Армии сражался на Восточном фронте, был контужен.
Ещё до ухода на фронт Земенков примкнул к кружку Ипполита Соколова — группе экспрессионистов, издававшей произведения своих единомышленников, однако вскоре вышел из неё и перешëл в «Российское Становище Ничевоков».
В начале 1920-х гг. выступал на поэтических вечерах в Политехническом музее и Доме печати, посещал литературные кафе «Домино» и «Стойло Пегаса», позднее изобразил их в серии «акварелей-воспоминаний», был знаком с Н. Н. Асеевым, С. А. Есениным, В. В. Маяковским, С. Д. Спасским и др. В середине 1920-х гг. вошёл в объединение художников «Бытие», отвергавшее крайности авангардизма. В 1926 участвовал в выставке «Бытия» (московские пейзажи «Сорок сороков», «Говорящие камни» и др.). В 1927 г. выполнил «по заданию и коррективам автора» рисунки для поэмы конструктивиста А.Н. Чичерина «Звонок к дворнику».
похоронен в поселке Абрамцево Московской области.

## Творчество
В 1920 издал первую книгу стихов «Стеарин с проседью. Военные стихи экспрессиониста». За ней последовали «Корыто умозаключений» и «От мамы на пять минут».
Художник-реставратор, много работал в жанре городского пейзажа («Булочная», «Огни города», «Дом с колоннами», «Новая Москва»), создал серию зарисовок памятных литературных домов в том виде, который они имели, когда в них жил тот или иной писатель.
Краевед. Активно участвовал в деятельности общества «Старая Москва». В 1941 в Москве и Ленинграде состоялась выставка акварелей Земенкова «Литературный Петербург и Москва». В годы Великой Отечественной войны создал серию рисунков «Москва в ноябре—декабре 1941 года», плакаты для «Окон ТАСС», написал статью «По литературной Москве, пострадавшей от фашистских бомб» (1942; не опубликована). К 1940-м гг. относится серия акварелей и «рисунков-реставраций» зданий, связанных с жизнью В. Г. Белинского, Н. И. Новикова, Л. Н. Толстого, А. П. Чехова и других писателей, выполненных для Государственного Литературного музея и Музея истории и реконструкции Москвы.
Опубликовал в газетах и различных сборниках статьи о памятных местах Москвы и Подмосковья.

«Он (Борис Земенков) вел по улицам и переулкам, и закоулкам, и руинам литературного или театрального прошлого Москвы, и, следуя за ним, мы погружались в историю литературы и театра, но в живом приближении».— В. Лидин. «Борис Земенков»

## Избранные публикации
- «По чеховским местам в Москве» (в книге «Литературные экскурсии по Москве», 1948),
- «Белинский в Москве» (в книге «Литературное наследство», т. 57, 1951),
- «Гоголь в Москве» (в серии «Труды Музея истории и реконструкции Москвы», в. 4, 1954; см. также переиздание в сборнике: Гоголь в Москве / Гл. ред. С. О. Шмидт; отв. ред. В. П. Викулова; сост. С. Ю. Шокарев. — М.: Алгоритм, 2011. — С. 7—225. — ISBN 978-5-9265-0701-7),
- «Памятные места Москвы» (1959),
- «М. С. Щепкин в Москве» (1966),
- раздел «Литературные места» в книге: «Подмосковье. Памятные места в истории русской культуры XIV—XIX веков» (1962),
- «Очерки московской жизни» (сборник воспоминаний о Москве первой половины XIX века — предисловие, примечания, составление и подготовка текста Б. С. Земенкова) (1962),
- «Работа над мемориальным памятником» (в «Археографическом ежегоднике за 1997 год», 1997),
- «Как смотреть литературные места» (в «Археографическом ежегоднике за 1996 год», 1998).

## Семья
Жена — Владычина, Галина Леонидовна (1900—1970), поэтесса Серебряного века, писательница, драматург, киносценарист.